# Demonax subscalaris
Demonax subscalaris là một loài bọ cánh cứng trong họ Cerambycidae.